# Scotiazee
De Scotiazee is een randzee gelegen in het zuidwesten van de Atlantische Oceaan en deels ook in de Zuidelijke Oceaan, tussen Zuid-Amerika en Antarctica. De zee wordt in het noorden, oosten en zuiden van de rest van de Atlantische Oceaan gescheiden door de Scotiarug, een boog van eilanden (onder meer Zuid-Georgië en de Zuidelijke Sandwicheilanden) die het gebergte van het Antarctisch Schiereiland met dat van Vuurland en de Andes verbindt. Ten noorden van de zee ligt de Argentijnse Zee. In het westen vormt Straat Drake de scheiding met de Grote Oceaan en de rest van de Zuidelijke Oceaan. De Scotiazee bestrijkt een gebied van ongeveer 900.000 km².

## Geschiedenis
De Scotiazee is in 1932 vernoemd naar de Scotia, het onderzoeksschip dat in deze contreien gebruikt werd door de Scottish National Antarctic Expedition (1902-1904) onder leiding van William S. Bruce.
Gewoonlijk is de zee stormachtig en koud. De beroemdste oversteek van de ijskoude zee was die in 1916 door Ernest Shackleton en vier anderen, toen ze met de aangepaste reddingsboot James Caird het Antarctische eiland Elephant verlieten en Zuid-Georgië twee weken later bereikten.

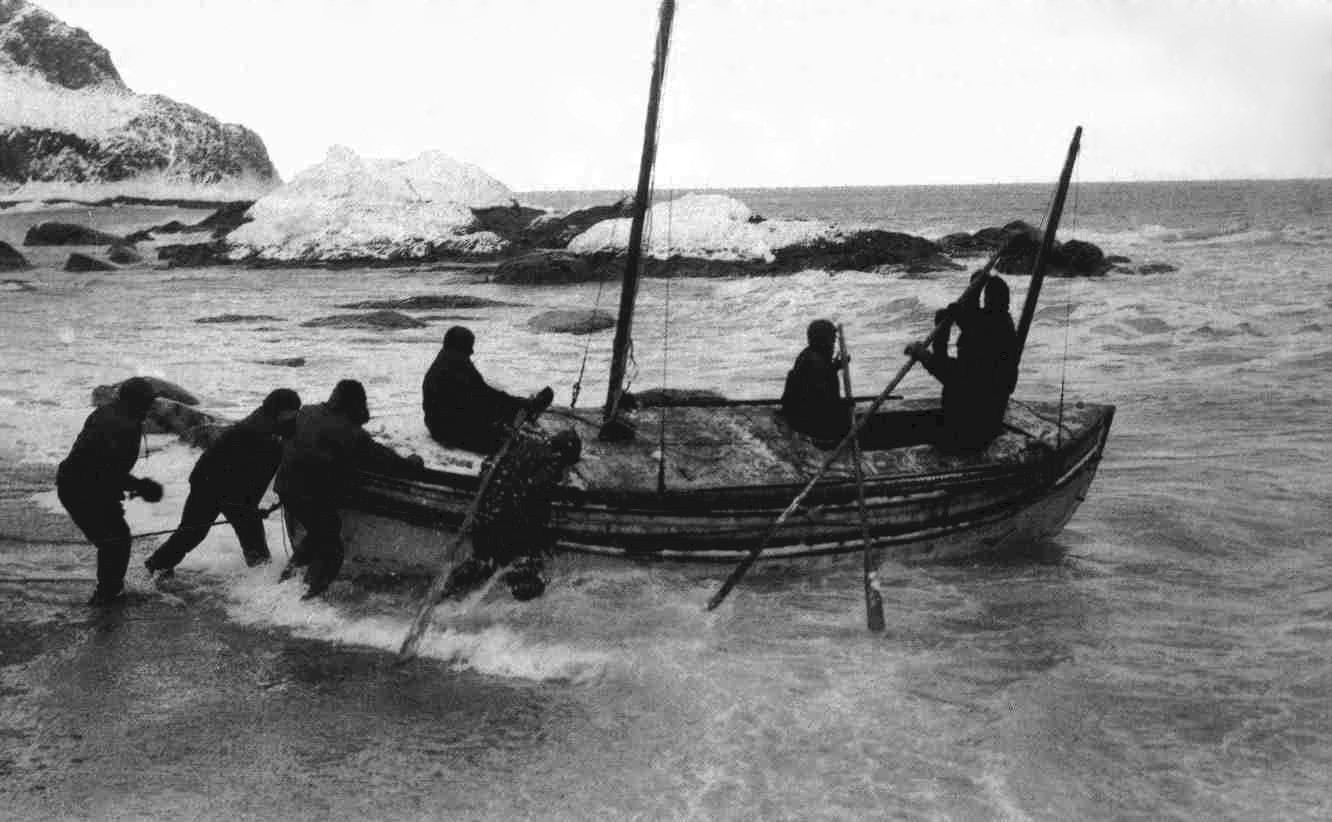
De James Caird steekt vanaf de kust van het eiland Elephant op 24 april 1916 in zee. Illustratie uit Ernest Shackleton: South (1919)

## Geologie
De Scotiazee is voor het grootste deel op het continentaal plat gelegen: de Scotiaplaat, behalve in het uiterste westen, waar de jongere en kleinere Sandwichplaat zich bevindt. Deze is gescheiden van de Scotiaplaat door een relatief korte mid-oceanische rug.

## Geopolitiek
In Argentinië wordt de Scotiazee beschouwd als een deel van de Argentijnse Zee (Spaans: Mar Argentino) en vele gebieden die door Argentinië worden opgeëist, zoals Zuid-Georgië en de Falklandeilanden, liggen in en rond dit gebied.